# Xã Elkhorn, Quận Lincoln, Kansas
Xã Elkhorn (tiếng Anh: Elkhorn Township) là một xã thuộc quận Lincoln, tiểu bang Kansas, Hoa Kỳ. Năm 2010, dân số của xã này là 929 người.